# 利賀川ダム
利賀川ダム（とががわダム）は、富山県南砺市の一級河川庄川水系利賀川の多目的ダムである。水無ダムとも呼ばれている。

## 概要
1963年8月12日に大網が発表された富山県利賀川総合開発計画の一環として1969年4月28日に富山県と関西電力の間で基本協定書が締結され、1972年8月3日に定礎式を行い、1973年11月9日に完成、湛水、1974年6月26日に利賀川総合開発計画の全事業が終了した。予算は利賀川総合開発計画分にて72億5,000万円。
洪水調整や発電を目的としており、発電は関西電力により利賀川第一発電所（ダム下流約6kmの南砺市利賀村大勘場地内に位置）、利賀第二発電所（庄川本川との分水嶺を導水路で貫通した南砺市大島地内に建設、千束ダムと共同）により実施されている。第二発電所は1973年12月8日、第1発電所は同年12月15日に発電を開始している。